# الغوالم (الغوالم)
الغوالم هي إحدى مشيخات المملكة المغربية، تتبع جغرافيا لإقليم الخميسات وإداريًا لالغوالم. يقدر عدد سكانها بـ 7131 نسمة حسب الإحصاء الرسمي للسكان والسكنى لسنة 2004.